# Faculté de philosophie de l'Université Laval
 (septembre 2021).
La Faculté de philosophie de l'Université Laval, située à Québec (Canada) a été fondée en 1935. Elle accueille des étudiants des trois cycles universitaires, du certificat au doctorat.

## Doyens
À partir de la création de la faculté de philosophie, les personnes suivantes ont occupé le poste de doyen (il n’y a eu aucune doyenne dans l’histoire de la faculté). Les dates entre parenthèses indiquent la durée du mandat.
- Mgr Arthur Robert (1935-1939)
- M. Charles De Koninck (1939-1956)
- Mgr Maurice Dionne (1956-1964)
- M. Charles De Koninck (1964-1965)
- M. Émile Simard (1965-1969)
- Mgr Alphonse-Marie Parent (1969-1970)
- M. Emmanuel Trépanier (1970-1974)
- M. Thomas De Koninck (1974-1978)
- M. Robert Plante (1978-1984)
- M. François Routhier (1984-1994)
- M. Jean-Marc Narbonne (1994-2002)
- M. Luc Langlois (2002-2010)
- M. Victor Thibaudeau (2010-2018)
- M. Luc Langlois (2018-   )[2]

## Formation
La faculté de philosophie offre les programmes suivants :

### Programmes de premier cycle
- Baccalauréat en philosophie
- Baccalauréat intégré en philosophie et science politique
- Baccalauréat intégré en littératures et philosophie - (Inscriptions suspendues en date de l'automne 2015)
- Diplôme en philosophie
- Certificat en philosophie
- Certificat en philosophie (à distance) – (Ce certificat est le premier et le seul du genre au Québec[3][source insuffisante])
- Certificat en philosophie pour les enfants
- Certificat sur les œuvres marquantes de la culture occidentale
- Microprogramme en philosophie pour les enfants
- Microprogramme en pensée critique et dialogue

### Programmes de deuxième cycle
- Maîtrise en philosophie
- Diplôme d’études supérieures spécialisées en éthique appliquée
- Microprogramme de deuxième cycle en éthique appliquée à la santé

### Programme de troisième cycle
- Doctorat en philosophie

### Corps professoral
- Mme Sophie-Jan Arrien
- M. Luc Bégin
- Mme Renée Bilodeau
- M. Gilbert Boss
- M. Bernard Collette
- M. Philip Knee
- M. Claude Lafleur
- M. Donald Landes
- M. Luc Langlois
- M. Jocelyn Maclure
- M. Pierre-Olivier Méthot
- M. Jean-Marc Narbonne
- Mme Marie-Hélène Parizeau
- Mme Marie-Andrée Ricard
- M. Michel Sasseville
- M. Victor Thibaudeau
- M. Patrick Turmel

## La recherche
- Chaire de recherche et d'enseignement La philosophie dans le monde actuel
- Institut d'éthique appliquée
- Chaire de recherche du Canada en Antiquité critique et modernité émergente (Acme).
- Institut d’études anciennes et médiévales de l’Université Laval.
- Laboratoire de philosophie continentale.

## Les associations étudiantes
- Le GRAM (Groupe de réflexion pour une autre modernité)[4]

## Publications
- Revue Laval théologique et philosophique (en collaboration avec la Faculté de théologie et de sciences religieuses), dirigée par Guy Jobin
- Revue Phares (revue philosophique étudiante de l’Université Laval)

## Collections, revues et maison d'édition dirigées par les professeurs
- Collection Kairos, aux Presses de l'Université Laval, dirigée par Thomas de Koninck et Luc Langlois
- Collection Zêtêsis, aux Presses de l’Université Laval, dirigée par Jean-Marc Narbonne
- La revue Éthique publique, dirigée par Luc Bégin
- Gilbert Boss codirige les Éditions du Grand Midi